# Jubilee Trophy 2025 (Newfoundland en Labrador)
De Jubilee Trophy 2025 was het 49e seizoen van de vrouwenvoetbalcompetitie van Newfoundland en Labrador, de oostelijkste provincie van Canada. Het seizoen liep van 15 mei tot en met 9 augustus 2025. Holy Cross FC wist zich uiteindelijk voor de tiende opeenvolgende keer tot kampioen bij de dames te kronen.

## Clubs
De competitie telde in 2025 vijf teams die allen gevestigd waren in de Metropoolregio St. John's. Dit waren dezelfde vier clubs die ook in de Jubilee Trophy uitkwamen in het seizoen 2024, met toevoeging van het provinciaal beloftenelftal voor de Canada Games.
| Team                   | Stad/gemeente | Complex                      |
| ---------------------- | ------------- | ---------------------------- |
| Canada Games-elftal    | St. John's    | King George V Park           |
| Feildians AA           | St. John's    | King George V Park           |
| Holy Cross FC          | St. John's    | King George V Park           |
| St. John's Soccer Club | St. John's    | King George V Park           |
| Paradise Soccer Club   | Paradise      | Dianne Whalen Soccer Complex |

## Competitie

### Reguliere competitie
De reguliere competitie werd afgetrapt op 15 mei 2025 en wordt afgesloten met de wedstrijden op 31 juli 2025. Alle echte clubs spelen viermaal tegen elkaar (tweemaal thuis en tweemaal uit). Het exhibitieteam voor de Canada Games speelt daarentegen slechts tweemaal tegen iedere club. Op die manier komt er uiteindelijk een klassement tot stand op basis van veertien wedstrijden.
| Pos | Team                | Wed | W  | G | V  | Ptn | DV | DT | +/− | Kwalificatie                |
| --- | ------------------- | --- | -- | - | -- | --- | -- | -- | --- | --------------------------- |
| 1   | Holy Cross FC       | 14  | 13 | 1 | 0  | 40  | 50 | 4  | +46 | Kwalificatie voor play-offs |
| 2   | Feildians AA        | 14  | 7  | 3 | 4  | 24  | 22 | 16 | +6  | Kwalificatie voor play-offs |
| 3   | St. John's SC       | 14  | 4  | 3 | 7  | 15  | 15 | 21 | −6  | Kwalificatie voor play-offs |
| 4   | Canada Games-elftal | 8   | 4  | 0 | 4  | 12  | 7  | 16 | −9  |                             |
| 5   | Paradise SC         | 14  | 0  | 1 | 13 | 1   | 7  | 44 | −37 | Kwalificatie voor play-offs |

### Play-offs
De play-offs vonden plaats van donderdag 7 augustus tot en met zaterdag 9 augustus 2025 in het op het Dianne Whalen Turf Field in Paradise. Deze eindronde bestaat uit een systeem van halve finales gevolgd door een finale.
Doordat de competitie slechts vier officiële ploegen telt, is iedereen dus automatisch gekwalificeerd voor de eindronde. De winnaar van de reguliere competitie heeft daarbij wel steeds het voordeel dat ze het in de halve finales mogen opnemen tegen de laagst gerangschikte ploeg (en dus een betere kans op het spelen van de finale hebben).
| Wedstrijd       | Tijdstip               | Ploeg 1       | Uitslag | Ploeg 2       |
| --------------- | ---------------------- | ------------- | ------- | ------------- |
| 1e halve finale | do 07 aug 2025 (18u00) | Holy Cross FC | 3–0     | Paradise SC   |
| 2e halve finale | do 07 aug 2025 (20u30) | Feildians AA  | 0–1     | St. John's SC |
|                 |                        |               |         |               |
| Finale          | za 09 aug 2025 (16u30) | Holy Cross FC | 6–0     | St. John's SC |

Holy Cross FC won de play-offs overtuigend en kroonde zich zo voor het tiende jaar op rij tot provinciaal kampioen vrouwenvoetbal. Zij kwalificeerden zich, net als de verliezend finalist St. John's SC, voor de editie 2025 van de nationale Jubilee Trophy.